# Trzęsienie ziemi na Bałkanach (1979)
Trzęsienie ziemi na Bałkanach (1979) (serb. Земљотрес у Црној Гори) – trzęsienie ziemi, które 15 kwietnia 1979 roku nawiedziło nadmorski region Czarnogóry, powodując rozległe zniszczenia także na terenach północnej Albanii. W wyniku wstrząsu zginęło 136 osób.

## Uwarunkowania geologiczne
Strefa wybrzeża Adriatyku na wysokości Czarnogóry i Albanii, przedłużająca się dalej na południe i przechodząca w system rowów helleńskich (m.in. strefy subdukcji u wybrzeży Krety), składa się tutaj z systemu uskoków odwróconych. Na tym obszarze płyta adriatycka (zwana też apenińską) zagłębia się na kierunku północno-wschodnim pod płytę egejską. W czasach historycznych napięcia gromadzące się na tej granicy powodowały wstrząsy tektoniczne o magnitudzie dochodzącej do 7 (np. dwa zdarzenia: 13 czerwca 1563 i 25 lipca 1608 roku w Zatoce Kotorskiej – na północ od omawianego zdarzenia czy niszczycielski wstrząs z 1905 roku na wybrzeżach jeziora Szkoderskiego – po stronie albańskiej). Uskoki biegną równolegle do wschodniego wybrzeża Adriatyku.

## Zdarzenie
Pierwszy wstrząs – z godziny 7:19 – trwał zaledwie dziesięć sekund i był odczuwalny na powierzchni 2/3 kraju. Na wybrzeżu, w bezpośredniej strefie przemieszczenia skał na uskoku, intensywność wibracji sięgnęła IX–X stopnia w skali Mercallego-Cancaniego-Siebierga. Ognisko wstrząsu znajdowało się na głębokości 15 km (za USGS). Wstrząsy wtórne zgrupowały się na dwóch obszarach – wokół Budvy i Ulcinju.
Tego samego dnia, o godzinie 15:43 wystąpił silny wstrząs wtórny (magnituda 5,8 z hipocentrum na 18,7 km za USGS), który najmocniej (VIII stopień w skali MCS) odczuto na północ od Budvy.
Do końca roku w regionie wystąpiło łącznie 90 wyraźnie odczuwalnych zdarzeń o magnitudach przekraczających 4 stopnie i niemal 10 tys. słabych wstrząsów. Jednym z silniejszych był ten z 24 maja, z godziny 18:23, z epicentrum na wysokości Budvy (ognisko: 8.8km za USGS); jego siłę oceniono na 6.2 magnitudy (USGS).

## Skutki
W efekcie kataklizmu poważnym zniszczeniom uległa zabytkowa starówka Budvy. Spośród czterystu budynków, w nienaruszonym stanie zachowało się zaledwie osiem. Poważnym uszkodzeniom uległy także mury miejskie. W wyniku trzęsienia znacznie ucierpiał również monaster Praskvica, położony między Miločerem i Sveti Stefan. W klasztorze zawaliło się sklepienie, całkowitemu zniszczeniu uległy zabytkowe freski. Zniszczeniu uległ też akwedukt w miejscowości Stari Bar, choć mury miejskie zachowały się w stanie nienaruszonym. Poważnym zniszczeniom uległy mury miejskie w Hercegu Novim, a także starówka w Ulcinju; zniszczenia budynków zarejestrowano także w Kotorze, w Tivacie, Risanie i Petrovacu.
Zniszczenia odnotowano w około 450 wsiach – zarówno na terytorium Czarnogóry, jak i Albanii.
W Albanii wstrząsy zniszczyły kilka wsi leżących nad rzeką Buną. Z powierzchni ziemi zniknęła wieś Bahçallëk, leżąca dwa kilometry od miasta Szkodra, gdzie dziś znajduje się pomnik upamiętniający ofiary katastrofy.

## Pokłosie
Wskutek trzęsienia ziemi zginęło 136 osób: 101 osób w Czarnogórze i 35 osób w Albanii. Stosunkowo niewielką liczbę ofiar, jak na tak rozległe zniszczenia tłumaczyć może fakt, że do wstrząsu doszło w świąteczny, wielkanocny poranek, gdy większość zakładów była zamknięta, a ciasne uliczki zabytkowej starówki w Budvie – puste.
Władze Jugosławii wyasygnowały na odbudowę zniszczonych miast sumę ponad 21 miliardów dinarów. Większość prac ukończono w 1984 roku.
Rok po tragedii, czarnogórski kompozytor, Branko Zenović, skomponował suitę pt. 15. април 1979 na fortepian i orkiestrę. Jej fragmenty wykorzystano w filmie dokumentalnym poświęconym katastrofie.